# Kamil Drygas
Kamil Drygas (ur. 7 września 1991 w Kępnie) – polski piłkarz występujący na pozycji pomocnika w Miedzi Legnica. Jest wychowankiem Marcinków Kępno, z których trafił do Amiki Wronki. We wronieckim klubie występował do czasu jego rozwiązania, rok po fuzji z Lechem. Następnie trafił do poznańskiej drużyny. Były młodzieżowy reprezentant Polski.

## Kariera klubowa

### Początki kariery
Drygas pochodzi z Kępna i swoją karierę zaczynał w drużynie z tego miasta, Marcinkach Kępno. Wraz z klubem brał udział w wielu turniejach młodzieżowych, zaś w 2006 roku zajął drugie miejsce w rozgrywkach organizowanych przez Gazetę Wyborczą. Ówczesny trener Drygasa, Jacek Falszewski, stwierdził, iż Drygas jest najbardziej utalentowanym wychowankiem Marcinek. Swoimi występami Drygas zwrócił na siebie uwagę Amiki Wronki, z którą niedługo później podpisał kontrakt. Po rozwiązaniu Amiki w 2007 roku, Drygas został przesunięty do drużyny juniorów Lecha Poznań.

### Lech Poznań

#### Sezon 2008/2009
W 2008 roku Drygas trafił do drużyny występującej w rozgrywkach Młodej Ekstraklasy. W sierpniu 2008 roku wraz z juniorami Lecha zajął trzecie miejsce na międzynarodowym turnieju Bouligny 2008, który rozgrywany był we Francji W Młodej Ekstraklasie zadebiutował 15 września 2008 roku, w spotkaniu przeciwko Wiśle Kraków. W 61. minucie tego meczu został wprowadzony na boisko za Dawida Łozińskiego i zdobył jedną bramkę, lecz Lech przegrał 3:5. Do końca tego sezonu MESA wystąpił jeszcze w dwóch spotkaniach – z Legią Warszawa i Śląskiem Wrocław. Ostatecznie na koniec sezonu Lech zajął dziesiątą pozycję w tabeli Młodej Ekstraklasy.

#### Sezon 2009/2010
29 lipca 2009 roku w wygranym 4:0 przedsezonowym sparingu pomiędzy Lechem MESA a Unią Swarzędz Drygas rozegrał 45 minut i zdobył jednego gola. 5 września 2009 roku w meczu MESA Lech pokonał Piasta Gliwice 1:0, po golu zdobytym przez Drygasa, który grał przez cały mecz. 13 listopada 2009 roku Drygas zadebiutował w pierwszej drużynie. Stało się to w przegranym 1:2 sparingu z Polonią Warszawa. Na początku 2010 roku Drygas rozpoczął treningi z pierwszym zespołem Lecha, jednakże miał dalej występować w Młodej Ekstraklasie. Pod koniec stycznia 2010 roku Drygas znalazł się na 25-osobowej liście zawodników, których ówczesny trener pierwszego zespołu Lecha, Jacek Zieliński, zabrał na zgrupowanie do Hiszpanii. 24 stycznia 2010 roku, podczas towarzyskiego turnieju La Manga Cup, Lech mierzył się z norweskim Odds BK. Drygas rozegrał 30 minut w barwach „Kolejorza”, a podczas serii rzutów karnych, która została zarządzona po bezbramkowym remisie, wykorzystał swoją „jedenastkę”. Po spotkaniu trener Zieliński powiedział, iż młody pomocnik może przynieść Lechowi jeszcze dużo radości. 28 stycznia 2010 roku Drygas przez 45 minut grał w przegranym 0:1 towarzyskim meczu z amerykańskim Red Bull New York. Po zakończonym zgrupowaniu w Hiszpanii i powrocie do Polski Drygas zagrał w kolejnym sparingu pierwszej drużyny. Lech zremisował 1:1 z Zawiszą Bydgoszcz, a Drygas występował przez całą drugą połowę. Na początku lutego 2010 roku Drygas znalazł się w 24-osobowej kadrze pierwszego zespołu, która udała się na kolejne zgrupowanie, do Turcji. 15 lutego 2010 roku zagrał 15 minut w wygranym 3:1 sparingu z serbską Crveną Zvezdą Belgrad, zaś dwa dni później grał 31 minut w wygranym 2:1 meczu towarzyskim z ukraińskim Krywbasem Krzywy Róg. 20 lutego 2010 roku, już po powrocie z tureckiego zgrupowania, Lech wygrał 2:0 z GKP Gorzów Wielkopolski, a Drygas w 46. minucie gry zmienił na boisku Jána Zápotokę. Był to ostatni sparing „Kolejorza” przed rozpoczęciem rundy wiosennej, a Drygas wrócił do gry w drużynie Młodej Ekstraklasy. W inaugurującym rundę wiosenną MESA spotkaniu z GKS-em Bełchatów Drygas zdobył gola, który ustalił wynik na 1:1. Kolejne bramki strzelał w meczach przeciwko Jagiellonii Białystok i Arce Gdynia. W tym ostatnim meczu dwukrotnie pokonał bramkarza rywali. 20 maja 2010 roku Drygas ponownie wystąpił w pierwszym zespole. Stało się to w meczu charytatywnym pomiędzy Lechem a Bałtykiem Koszalin. 23 maja 2010 roku, w spotkaniu przedostatniej kolejki MESA z Ruchem Chorzów, Drygas rozegrał pełne 90 minut i zdobył dwie bramki. Ostatecznie Lech zajął na koniec sezonu trzecie miejsce w tabeli Młodej Ekstraklasy, a Jerzy Cyrak, szkoleniowiec lechitów określił Drygasa mianem objawienia rozgrywek, natomiast tygodnik Piłka Nożna umieścił go w jedenastce sezonu MESA. Wraz z zespołem juniorów starszych zdobył także tytuł mistrzów Wielkopolski.

#### Sezon 2010/2011
W środku czerwca 2010 roku Drygas znalazł się w 26-osobowej kadrze pierwszego zespołu, która udała się na pierwsze przedsezonowe zgrupowanie do Wronek. Zawodnik poleciał także z pierwszą drużyną na zgrupowanie do Austrii, gdzie rozegrał 45 minut spotkania sparingowego ze Slovanem Bratysława. W meczu tym Drygas po raz pierwszy w swojej karierze wystąpił na środku obrony. W kolejnym meczu towarzyskim, podczas austriackiego zgrupowania, pomiędzy Lechem a Partizanem Belgrad Drygas znajdował się boisku przez 32 minuty. Zawodnik wystąpił także w spotkaniach z Dinamem Zagrzeb i Slavią Praga. 11 lipca 2010 roku znalazł się w kadrze pierwszego zespołu powołanej na dwumecz II rundy kwalifikacyjnej Ligi Mistrzów z İnterem Baku. 23 lipca 2010 roku wystąpił przez pełne 90 minut meczu sparingowego z Górnikiem Zabrze. 26 czerwca 2010 Drygas znalazł się w kadrze pierwszej drużyny na dwumecz III rundy kwalifikacyjnej Ligi Mistrzów ze Spartą Praga. Dzień później, podczas meczu z czeską drużyną, Drygas nieoczekiwanie zadebiutował w barwach Lecha w oficjalnym spotkaniu. Stało się to z powodu kontuzji, która wyeliminowała z gry Tomasza Bandrowskiego. Pomimo porażki Lecha 0:1, występ Drygasa został oceniony pozytywnie przez polskie media oraz trenera Jacka Zielińskiego. Sam zawodnik nie krył, że bardzo przejął się swoim debiutem. Jednakże czeski dziennik Sport uznał występ Polaka za przeciętny. 1 sierpnia 2010 roku Lech przegrał z Jagiellonią Białystok 0:1 w meczu o Superpuchar Polski, a Drygas przesiedział całe spotkanie na ławce rezerwowych. 4 sierpnia 2010 roku wystąpił w meczu rewanżowym ze Spartą, w którym Lech przegrał 0:1 i odpadł z eliminacji Ligi Mistrzów. 9 sierpnia 2010 roku oficjalna strona Lecha podała, że Drygas, oprócz występów w pierwszym zespole, będzie także do dyspozycji szkoleniowca zespołu Młodej Ekstraklasy. 15 sierpnia 2010 roku Drygas wystąpił w wygranym 2:1 spotkaniu MESA z Arką Gdynia. 18 sierpnia 2010 roku znalazł się w 18-osobowej kadrze pierwszego zespołu na dwumecz IV rundy kwalifikacyjnej Ligi Europy z Dniprem Dniepropetrowsk. 26 sierpnia 2010 roku Drygas rozegrał sześć minut rewanżowego spotkania z Dnipro. 30 sierpnia 2010 roku zdobył gola w wygranym 2:0 spotkaniu MESA z Jagiellonią. 11 września 2010 roku Drygas zadebiutował w polskiej Ekstraklasie. Stało się to w 85. minucie wygranego 2:1 spotkania wyjazdowego ze Śląskiem Wrocław. 15 września 2010 roku Drygas znalazł się w 19-osobowej kadrze na spotkanie fazy grupowej Ligi Europy z włoskim Juventusem, jednakże w spotkaniu nie wystąpił. 20 września 2010 roku znalazł się w 20-osobowym składzie na mecz drugiej rundy Pucharu Polski z GKS Tychy. Dzień później rozegrał 75. minut w wygranym 1:0 spotkaniu z tym klubem. 27 września 2010 roku ponownie wystąpił w Młodej Ekstraklasie, w przegranym 1:2 spotkaniu z Legią. 30 września 2010 roku Drygas został powołany do 18-osobowej kadry na mecz fazy grupowej Ligi Europy z austriackim Red Bull Salzburg, podczas którego wszedł na boisko w 86. minucie. 2 października 2010 roku Drygas znalazł się w 19-osobowej kadrze na mecz ligowy z Bełchatowem. Dzień później rozegrał on drugi mecz w Ekstraklasie. Wystąpił przez pełne 90 minut przegranego 0:1 meczu i wyróżnił się kilkoma dobrymi zagraniami. 16 października 2010 wyszedł w pierwszym składzie i rozegrał 45 minut w spotkaniu ligowym z Zagłębiem Lubin. 20 października 2010 roku znalazł się w 18-osobowej kadrze na mecz fazy grupowej Ligi Europy z Manchesterem City. W spotkaniu z angielskim zespołem wyszedł w podstawowym składzie Lecha i grał przez 55 minut. 23 października 2010 roku znalazł się w 18-osobowej kadrze na mecz ligowy z Górnikiem Zabrze. Dzień później Drygas wyszedł w podstawowym składzie Lecha w meczu z Zabrzanami. Mecz skończył się dla niego już w 22. minucie, gdy został ostro sfaulowany przez Adama Dancha i z podejrzeniem złamania nogi przewieziony do szpitala. Kilkanaście minut po zakończeniu spotkania informacje o złamaniu kości piszczelowej zostały potwierdzone przez klub. 26 października Drygas został wybrany przez kibiców Lecha najlepszym zawodnikiem spotkania z Górnikiem. Spekulowano, że Drygasa czeka 3-4 miesiące przerwy. 28 października 2010 roku Drygas przeszedł operację zespolenia kości piszczelowej, która przebiegła bez żadnych komplikacji. 16 listopada 2010 roku oficjalna strona Lecha podała informację o rozpoczęciu przez Drygasa rehabilitacji pod okiem klubowego fizjoterapeuty Macieja Łopatki, która miała polegać m.in. na ćwiczeniach na siłowni. 13 grudnia 2010 roku klubowa strona poinformowała o zabiegu, który polegał na usunięciu części śrub z nogi Drygasa, zaś na początku nowego roku zawodnik przestał poruszać się o kulach. Drygas znalazł się także w 24-osobowej kadrze pierwszego zespołu powołanej na zgrupowanie w Turcji. 21 lutego 2011 roku, przy okazji prezentacji pierwszego zespołu, Drygas otrzymał nagrodę dla najbardziej utalentowanego piłkarza Lecha, przyznaną mu przez kibiców klubu. Pomimo dobrego przebiegu rehabilitacji powrót zawodnika na boisko opóźniał się. Późniejsze badania wykazały uraz stawu skokowego, w związku z czym potrzebna była kolejna operacja.

#### Sezon 2011/2012
Pod koniec czerwca 2011 roku Drygas znalazł się w 32-osobowym składzie pierwszego zespołu na pierwszą część okresu przygotowawczego. Drygas przyznał wtedy, że po kontuzji nie ma już praktycznie śladu, zaś jedyną pamiątką po tym urazie są śruby w nodze, które zostaną usunięte dopiero w grudniu. 7 lipca 2011 roku Drygas zdobył jedyną bramkę w wygranym 1:0 spotkaniu towarzyskim z Zagłębiem Lubin, przez co ówczesny trener Lecha José Mari Bakero zdecydował się go pochwalić, a i sam Drygas wyrażał zadowolenie ze swojego występu. 11 lipca Drygas wystąpił w podstawowym składzie Lecha podczas towarzyskiego spotkania z greckim Panathinaikosem. 30 lipca 2011 roku Drygas zagrał w pierwszym oficjalnym spotkaniu od ponad pół roku. Stało się to podczas wygranego 4:1 spotkania z ŁKS-em Łódź rozegranym w ramach pierwszej kolejki Młodej Ekstraklasy. 3 września 2011 roku zdobył bramkę w sparingowym spotkaniu z Gwardią Koszalin rozegranym w okazji 65-lecia koszalińskiego klubu.

#### Wypożyczenie do Zawiszy Bydgoszcz

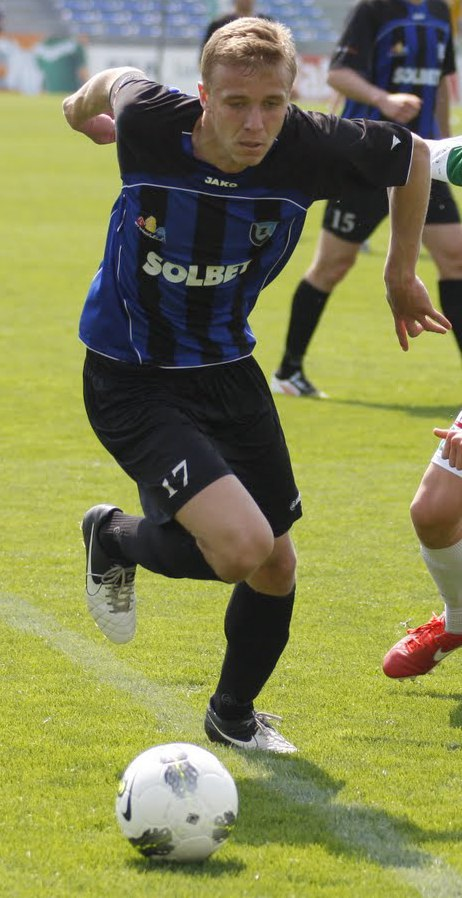
Drygas w barwach Zawiszy Bydgoszcz.

17 lipca 2012 roku Zawisza Bydgoszcz poinformował o rocznym wypożyczeniu Drygasa. Wcześniej Polak wystąpił m.in. w meczu sparingowym z Zagłębiem Lubin. Szybko wszedł do podstawowej jedenastki zespołu, choć na początku miał pewne problemy. Swoją pierwszą i drugą bramkę strzelił na koniec rundy jesiennej, w wygranym meczu 3:1 przeciwko Polonii Bytom. Potem zaczął seryjnie strzelać na rundę wiosenną, w meczach z kolejno: Sandecją, Miedzią Legnica, Cracovią, Bogdanką Łęczna, Kolejarzem Stróże i Olimpią Grudziądz. Po zakończeniu sezonu opuścił Zawiszę, choć właściciel Zawiszy, Radosław Osuch starał się nabyć zawodnika z jego macierzystego klubu, nie udało się to, gdyż Mariusz Rumak uważał Drygasa za ważnego zawodnika zespołu.

### Zawisza Bydgoszcz
29 sierpnia został wykupiony za pół miliona złotych przez Zawiszę Bydgoszcz. Pierwszy mecz ligowy w barwach Zawiszy zagrał w wygranym meczu przez Bydgoski zespół 2:0 z Cracovią. Pierwszego gola strzelił w 9 kolejce, przeciwko Zagłębiu Lubin, ustalając wynik na 2:0.

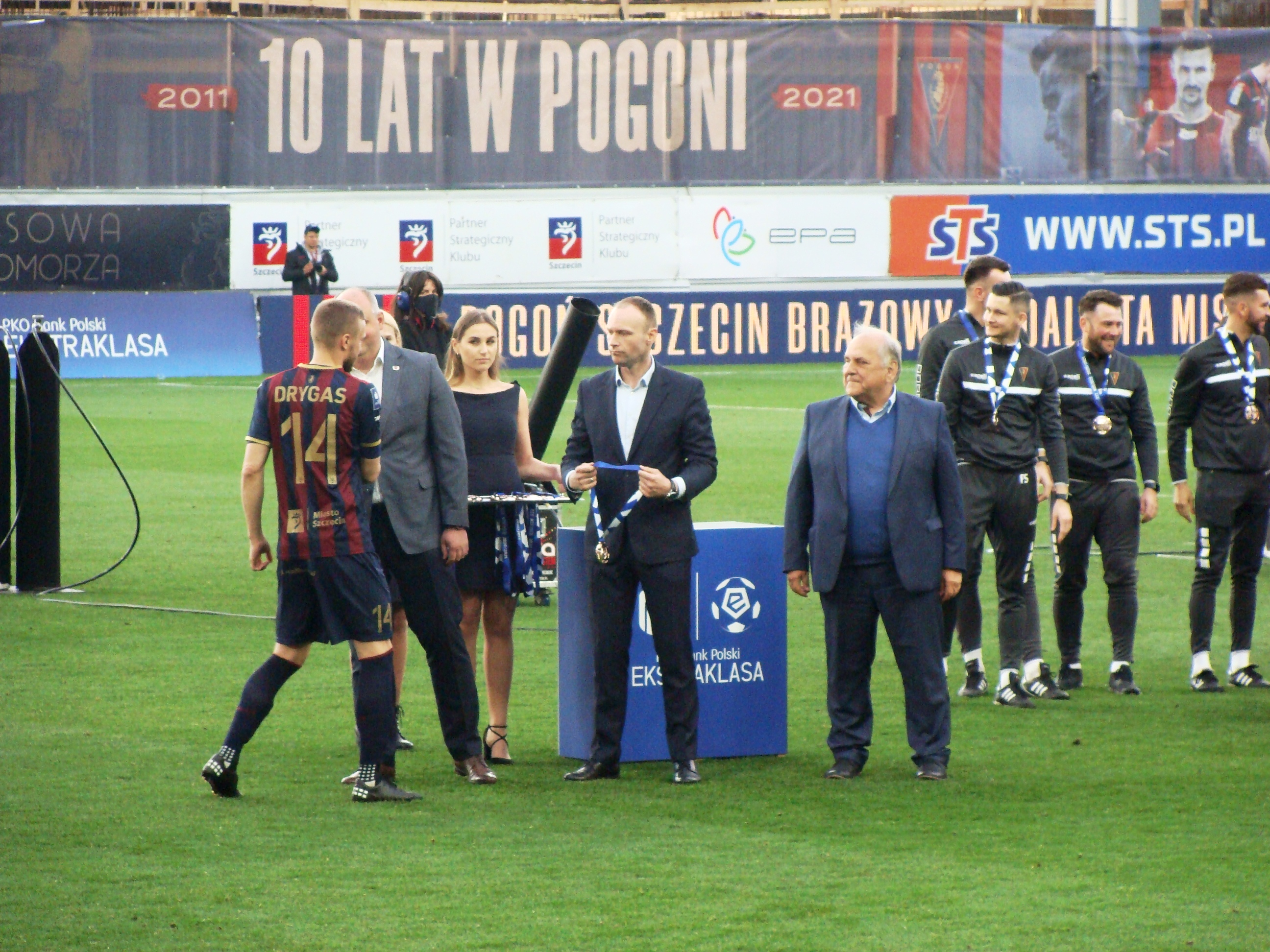
Kamil Drygas odbiera medal za zdobycie III miejsca w Ekstraklasie w sezonie 2020/2021

## Kariera reprezentacyjna
Pod koniec sierpnia 2010 roku Kamil Drygas otrzymał od Stefana Majewskiego powołanie do reprezentacji Polski do lat 20 na spotkania towarzyskie z Uzbekistanem i Włochami. 3 września 2010 roku rozegrał 45 minut w zremisowanym 1-1 spotkaniu z reprezentacją Uzbekistanu. 6 września 2010 roku wystąpił przez 36 minut wygranego 1-0 meczu z Włochami, rozgrywanego w ramach Turnieju Czterech Narodów. 28 września ponownie otrzymał powołanie do kadry do lat 20, tym razem na mecz z reprezentacją Niemiec rozgrywanym w ramach Turnieju Czterech Narodów. 10 października rozegrał pełne 90 minut w przegranym 0:1 spotkaniu z tym przeciwnikiem. 28 lipca 2011 roku Drygas otrzymał powołanie do reprezentacji Polski do lat 21 na towarzyskie spotkanie z Danią, w którym ostatecznie wystąpił przez 45 minut. 22 września 2011 roku Drygas ponownie otrzymał powołanie do kadry U-21. 7 października 2011 roku wszedł na boisko w 71. minucie spotkania z Portugalią rozegranym w ramach eliminacji do młodzieżowych mistrzostw Europy. Cztery dni później Drygas rozegrał 44 minuty w spotkaniu przeciwko Albanii, zaś na minutę przed końcem regulaminowego czasu gry musiał opuścić boisko z powodu czerwonej kartki otrzymanej za drugą żółtą.

## Styl gry
Na początku swojej kariery Drygas występował na pozycji ofensywnego pomocnika, jednakże od czasu, gdy został zawodnikiem Lecha gra na pozycji defensywnego pomocnika i właśnie w tej roli wystąpił podczas swojego debiutu ze Spartą Praga. Wcześniej, podczas jednego ze sparingów pierwszego zespołu, Drygas był próbowany na pozycji środkowego obrońcy. Jego silniejszą nogą jest lewa, jednakże potrafi także dobrze grać prawą.

## Statystyki kariery
Aktualne na 7 lipca 2022 r.
| Klub                     | Sezon              | Liga               | Liga  | Liga   | Puchar kraju | Puchar kraju | Europa | Europa | Superpuchar | Superpuchar | Suma  | Suma   |
| Klub                     | Sezon              | Liga               | mecze | bramki | mecze        | bramki       | mecze  | bramki | mecze       | bramki      | mecze | bramki |
| ------------------------ | ------------------ | ------------------ | ----- | ------ | ------------ | ------------ | ------ | ------ | ----------- | ----------- | ----- | ------ |
| Lech Poznań              | 2010/2011          | Ekstraklasa        | 4     | 0      | 1            | 0            | 5      | 0      | 0           | 0           | 10    | 0      |
| Lech Poznań              | 2011/2012          | Ekstraklasa        | 9     | 0      | 2            | 0            | –      | –      | –           | –           | 11    | 0      |
| Zawisza Bydgoszcz (wyp.) | 2012/2013          | I liga             | 23    | 8      | 2            | 0            | –      | –      | –           | –           | 25    | 8      |
| Lech Poznań              | 2013/2014 (j.)     | Ekstraklasa        | 2     | 0      | 0            | 0            | 1      | 0      | –           | –           | 3     | 0      |
| Lech Poznań              | Łącznie w Lechu    | Łącznie w Lechu    | 15    | 0      | 3            | 0            | 6      | 0      | 0           | 0           | 24    | 0      |
| Zawisza Bydgoszcz        | 2013/2014          | Ekstraklasa        | 29    | 4      | 5            | 3            | –      | –      | –           | –           | 34    | 7      |
| Zawisza Bydgoszcz        | 2014/2015          | Ekstraklasa        | 33    | 4      | 1            | 0            | 2      | 1      | 1           | 0           | 37    | 5      |
| Zawisza Bydgoszcz        | 2015/2016          | I liga             | 29    | 13     | 6            | 3            | –      | –      | –           | –           | 35    | 16     |
| Zawisza Bydgoszcz        | Łącznie w Zawiszy  | Łącznie w Zawiszy  | 114   | 29     | 14           | 6            | 2      | 1      | 1           | 0           | 131   | 36     |
| Pogoń Szczecin           | 2016/2017          | Ekstraklasa        | 32    | 3      | 4            | 2            | –      | –      | –           | –           | 36    | 5      |
| Pogoń Szczecin           | 2017/2018          | Ekstraklasa        | 33    | 5      | 2            | 0            | –      | –      | –           | –           | 35    | 5      |
| Pogoń Szczecin           | 2018/2019          | Ekstraklasa        | 35    | 10     | 1            | 1            | –      | –      | –           | –           | 36    | 11     |
| Pogoń Szczecin           | 2019/2020          | Ekstraklasa        | 13    | 2      | 0            | 0            | –      | –      | –           | –           | 13    | 2      |
| Pogoń Szczecin           | 2020/2021          | Ekstraklasa        | 27    | 3      | 3            | 3            | –      | –      | –           | –           | 30    | 6      |
| Pogoń Szczecin           | 2021/2022          | Ekstraklasa        | 24    | 7      | 0            | 0            | 2      | 0      | –           | –           | 26    | 7      |
| Pogoń Szczecin           | 2022/2023          | Ekstraklasa        | 0     | 0      | 0            | 0            | 1      | 2      | –           | –           | 1     | 2      |
| Pogoń Szczecin           | Łącznie w Pogoni   | Łącznie w Pogoni   | 164   | 30     | 10           | 6            | 3      | 2      | 0           | 0           | 177   | 38     |
| Łącznie w karierze       | Łącznie w karierze | Łącznie w karierze | 293   | 59     | 27           | 12           | 11     | 3      | 1           | 0           | 332   | 74     |

## Statystyki kariery reprezentacyjnej
| #  | Data                 | Reprezentacja | Miejsce               | Przeciwnik      | Rezultat | Gole | Rozgrywki                |
| -- | -------------------- | ------------- | --------------------- | --------------- | -------- | ---- | ------------------------ |
| 1. | 3 września 2010      | U-20          | Szamotuły             | Uzbekistan U-20 | 1:1      |      | Mecz towarzyski          |
| 2. | 6 września 2010      | U-20          | Wronki                | Włochy U-20     | 1:0      |      | Turniej Czterech Narodów |
| 3. | 10 października 2010 | U-20          | Włocławek             | Niemcy U-20     | 0:1      |      | Turniej Czterech Narodów |
| 4. | 10 sierpnia 2011     | U-21          | Grodzisk Wielkopolski | Dania U-21      | 1:0      |      | Mecz towarzyski          |
| 4. | 7 października 2011  | U-21          | Rio Maior             | Portugalia U-21 | 1:1      |      | El. ME U-21              |
| 5. | 11 października 2011 | U-21          | Grudziądz             | Albania U-21    | 4:3      |      | El. ME U-21              |

## Sukcesy
Zawisza Bydgoszcz
- Superpuchar Polski

Zdobywca (1): 2014
- Puchar Polski

Zdobywca (1): 2013/14
- Mistrzostwo I ligi

Zdobywca (1): 2012/13
Lech Poznań
- Mistrzostwa Wielkopolski juniorów starszych

Mistrzostwo (1): 2010
- Superpuchar Polski

Finalista (1): 2010
Pogoń Szczecin
- III miejsce w Ekstraklasie: 2020/2021

## Życie prywatne
Kamil Drygas urodził się 7 września 1991 w Kępnie. Drygas jest maturzystą z 2010 roku. Na egzaminie maturalnym zdał wszystkie testy i otrzymał świadectwo maturalne podczas zgrupowania w Austrii, na którym przebywał z pierwszą drużyną Lecha.